# برامو 323
Bramo 323 Fafnir هو محرك طائرات شعاعي من تسع أسطوانات في عصر الحرب العالمية الثانية. استنادًا بشكل كبير إلى تجربة <a href="./%D8%B3%D9%8A%D9%85%D9%86%D8%B2-%D8%B4%D9%88%D9%83%D9%8A%D8%B1%D8%AA" rel="mw:WikiLink">سيمنز</a> / برامو السابقة في إنتاج بريستول جوبيتر بموجب ترخيص،  شهد برامو 323 استخدامًا محدودًا.

## التصميم والتطوير
كان تطوير 323 النتيجة النهائية لسلسلة من التعديلات على تصميم المشتري الأصلي، الذي رخصته شركة سيمنز في عام 1929. أنتجت التعديلات الأولى Sh.20 و Sh.21. ثم صُمم التصميم لإنتاج 950 حصان (708   كيلوواط) Sh.22 في عام 1930. مثل المشتري، عرض Sh.22 ترتيبًا «قديمًا» إلى حد ما مع حوامل صمام بارزة إلى حد ما في مقدمة المحرك. في منتصف الثلاثينيات من القرن الماضي، قامت وزارة طيران الرايخ (RLM) بتغيير الطريقة التي تم بها تعيين المحركات لأسماء الرموز، وتم إعطاء برامو كتلة 300 من الأرقام. لذلك، أصبح Sh.14 و Sh.22 314 و322 على التوالي. ال 322 لم ينضج أبداً وبقي غير موثوق به.

## التطبيقات
- ارادو ار 196
- ارادو Ar 232
- بلوم &amp; فوس بي 222
- دورنير دو 17
- دورنير دو 24
- Focke Achgelis Fa 223
- Focke-Wulf Fw 200
- هينشل هس 126
- جنكرز 352